# 九龍巴士258D線
九龍巴士258D線是香港一條日間巴士路線，來往屯門（寶田邨）及藍田站，途經良景邨、田景邨、大興邨、山景邨、屯門公路、龍翔道、黃大仙、新蒲崗／鑽石山、彩虹邨、九龍灣、牛頭角及觀塘市中心。
九龍巴士258A線是258D線的輔助路線，由洪水橋（洪福邨）單向開往藍田站，途經藍地、紅橋、屯門市中心、屯門公路、龍翔道、黃大仙、新蒲崗、九龍灣、牛頭角及觀塘市中心，只於星期一至五上午繁忙時間提供服務。
九龍巴士258P線是258D線的輔助路線，來往洪水橋（洪福邨）及藍田站，途經藍地、富泰邨、景峰花園、新墟、屯門公路、龍翔道、黃大仙、新蒲崗／鑽石山、九龍灣、牛頭角及觀塘市中心，只於平日上午及下午提供單向服務。
九龍巴士258S線是258D線的輔助路線，由屯門（山景邨）單向開往藍田站，途經大興邨、良景邨、田景邨、紅橋、屯門公路、龍翔道、黃大仙、新蒲崗、彩虹邨、九龍灣、牛頭角及觀塘市中心，只於平日上午繁忙時間提供服務。
九龍巴士258X線是258D線的輔助路線，來往屯門（寶田邨）及觀塘碼頭 ，途經良景邨、田景邨、大興邨、山景邨、屯門公路、西九龍公路（只限去程）、啟德隧道（只限去程）、龍翔道（只限回程）、九龍灣商貿區及觀塘商貿區，只於星期一至五繁忙時間提供服務。
除了258D及258X線外，其餘路線均不停靠屯門公路巴士轉乘站。

## 歷史
良田區位於屯門新市鎮的西北部，與市中心有一段距離，欲前往九龍東一帶上班的居民，需利用輕便鐵路前往市中心轉乘巴士，或乘搭前往荃灣、葵涌、美孚、旺角等巴士路線，再轉乘其他交通工具才能到達目的地，非常費時。另外，為解決地下鐵路荃灣綫彌敦道段在早上繁忙時間異常擠逼的情況，政府除了提倡「彈性上班時間」外，還批准巴士公司開辦「晨早特別線」，祇會在平日星期一至星期六早上繁忙時間提供服務。
1991至92年間開辦的首批「晨早特別線」，主要由新界區前往尖沙咀及中環，以舒緩有關鐵路路段的擠逼，其後於1993至94年先後增辦三條新界西前往九龍東的路線，本線最先在1993年3月起提供服務，以屯門區其他路線調配而來的空調巴士行走，服務由屯門西前往九龍東的居民，並同時設有下午回程服務，有別於一般「晨早特別線」。為有效運用資源，同時為行走屯門市中心與油塘之間的62X線增設空調巴士特別服務，往返藍田站及屯門市中心，間接為該線提升服務水平。
三號幹線於1998年通車，為屯門公路起到分流作用，九巴旗下往返屯門和九龍東的巴士路線亦於該年8月起棄用荃灣路和葵涌道，改經連接青衣島的汀九橋、長青隧道和青葵公路等幹道，縱使里程較以往略增，但換來的是較穩定和安全的旅程。不過，當汀九橋因強風吹襲而實施特別交通管制時，本線會改回行經荃灣路及葵涌道。
良田區對往來九龍東的需求日增，九巴在2000年第2度為本線加密班次，早上班次由3班增至4班，傍晚則由2班增至3班。對於往來兩地的市民來說，這種特定時間開出的班次未必滿足到他們的實際需要，一些非法經營的「村巴」便乘虛而入，在本線服務時間以外，或每班車抵達車站前，向站上的乘客招手，意圖從中取利。有見情況越見猖獗，加上部份被清拆的鑽石山大磡村居民被編配入住寶田邨，構成實質對外巴士需求，九巴終在2004年中，把本線提升為每天全日服務，並加強班次，同時把屯門區總站遷往寶田，本線為第2條在寶田作總站九龍巴士路線。
當年增辦3條新界西至九龍東的「晨早特別線」最終全部改為全日服務，但提升為每天全日服務與開辦的時序剛好相反。
隨本線服務提升，位於觀塘道的巴士站位置亦有所變動。所有往返新界西的路線，配合沿線不同的道路系統，停站位置和數目也略為減少，有助加快行車時間。不過，本線行經觀塘多處交通擠塞或水管爆裂黑點，偶然會令班次失準。

### 年表
- 1993年3月15日：258D線投入服務，是首條以「晨早特別線」名義開辦的九龍東路線，往返良景邨和藍田地鐵站。
- 1994年4月1日：九巴調整車費，全程收費由$12增至$13。
- 1995年4月2日：九巴調整車費，全程收費增至$13.5。
- 1997年12月1日：九巴調整車費，全程收費增至$14.5。
- 1998年8月18日：來回程改經青朗公路、青衣西北交匯處、長青公路、長青隧道及青葵公路，祇在汀九橋實施特別交通管制時，才駛經荃灣路及葵涌道。
- 2000年8月28日：加密班次，良景邨開出增至四班，藍田地鐵站開出增至三班。
- 2004年5月8日：提升為每天全日服務，更改屯門區起訖點為寶田。
- 2007年12月2日：配合地下鐵路和九廣鐵路合併為港鐵，九巴所有有關車站名稱，一律統稱為「鐵路站」。
- 2008年6月8日：九巴調整車費，全程收費增為$14.7。
- 2010年2月27日：258P線投入服務，由洪水橋開往藍田站。
- 2010年5月8日：258P線加停兆康鐵路站（南），並提早開車時間至07:10。
- 2011年9月19日：258S線投入服務，由山景開往藍田站。
- 2011年5月15日：九巴調整車費，全程收費增為$15.2。
- 2013年3月17日：九巴調整車費，全程收費增為$15.9。
- 2013年10月5日: 加停屯門公路巴士轉乘站，並與其他路線提供轉乘優惠[9]。
- 2015年6月6日：258P線修改行車路線，起點站遷往洪福邨[10]。
- 2015年6月27日：增設到站時間預報。[11]
- 2016年10月31日：258X線投入服務[12]。
- 2017年3月13日：258X線增設星期一至五18:05由觀塘碼頭往寶田之下午繁忙時間回程服務。
- 2018年4月9日：258P線延長星期一至六上午往藍田站的服務時間，並增設星期一至六下午往洪水橋的服務。258A線亦投入服務。
- 2021年1月4日：258A線加至2班，258S新增「紅橋」巴士站。[13][14]
- 2022年5月3日：258X線往觀塘方向駛至青葵公路後改經西九龍公路、連翔道、佐敦道、加士居道、漆咸道南、漆咸道北、東九龍走廊、啟德隧道、啟福道後，返回啟祥道原有路線;並同時取消啟祥道「香港輔助警察隊總部」巴士站，改停啟祥道「啟成街」巴士站[15]。
- 2022年12月19日：258S線增至三班車。[16]
- 2023年5月8日：258P線往藍田站方向增設青山公路「尚城」站。[17]
- 2023年12月18日：258S線星期一至五班次增至四班車。[18]

## 服務時間及班次
258D
| 屯門（寶田邨）開 | 屯門（寶田邨）開    | 屯門（寶田邨）開 | 藍田站開         | 藍田站開     | 藍田站開     |
| 日期             | 服務時間            | 班次（分鐘）     | 日期             | 服務時間     | 班次（分鐘） |
| ---------------- | ------------------- | ---------------- | ---------------- | ------------ | ------------ |
| 星期一至五       | 05:10               | 05:10            | 星期一至五       | 05:35-06:10  | 11/12        |
| 星期一至五       | 05:25-06:05         | 10               | 星期一至五       | 06:10-06:50  | 10           |
| 星期一至五       | 06:05-06:41         | 12               | 星期一至五       | 06:50-07:40  | 12/13        |
| 星期一至五       | 06:41-07:09         | 5/6              | 星期一至五       | 07:40-16:10  | 15           |
| 星期一至五       | 07:09-07:54         | 7/8              | 星期一至五       | 16:10-16:50  | 13/14        |
| 星期一至五       | 07:54-08:12         | 9                | 星期一至五       | 17:00        | 17:00        |
| 星期一至五       | 08:12-09:15         | 12/13            | 星期一至五       | 17:06-17:30  | 6            |
| 星期一至五       | 09:15-16:00         | 15               | 星期一至五       | 17:30-18:21  | 6/7          |
| 星期一至五       | 16:00-17:00         | 12               | 星期一至五       | 18:21-18:52  | 7/8          |
| 星期一至五       | 17:10               | 17:10            | 星期一至五       | 18:52-19:40  | 16           |
| 星期一至五       | 17:10-17:35         | 12/13            | 星期一至五       | 19:40-22:10  | 15           |
| 星期一至五       | 17:35-18:20         | 15               | 星期一至五       | 22:10-23:10  | 12           |
| 星期一至五       | 18:20-19:00         | 20               | 星期一至五       | 23:25、23:45 | 23:25、23:45 |
| 星期一至五       | 19:00-20:00         | 15               | 星期一至五       | 00:05、00:30 | 00:05、00:30 |
| 星期一至五       | 20:00-21:20         | 20               |                  |              |              |
| 星期一至五       | 21:20-22:35         | 25               |                  |              |              |
| 星期一至五       | 22:35-00:05         | 30               |                  |              |              |
| 星期六           | 05:10               | 05:10            | 星期六           | 05:35        | 05:35        |
| 星期六           | 05:30-06:00         | 15               | 星期六           | 05:50-06:30  | 13/14        |
| 星期六           | 06:00-07:00         | 12               | 星期六           | 06:30-17:00  | 15           |
| 星期六           | 07:00-07:48         | 8                | 星期六           | 17:00-17:10  | 10           |
| 星期六           | 07:48-08:20         | 10/11            | 星期六           | 17:10-18:25  | 7/8          |
| 星期六           | 08:20-09:50         | 15               | 星期六           | 18:25-20:55  | 15           |
| 星期六           | 09:50-10:15         | 12/13            | 星期六           | 20:55-22:55  | 12           |
| 星期六           | 10:15-16:00         | 15               | 星期六           | 22:55-00:10  | 15           |
| 星期六           | 16:00-18:00         | 12               | 星期六           | 00:30        | 00:30        |
| 星期六           | 18:00-21:45         | 15               |                  |              |              |
| 星期六           | 21:45-22:45         | 20               |                  |              |              |
| 星期六           | 23:10、23:35、00:05 |                  |                  |              |              |
| 星期日及公眾假期 | 05:10-06:55         | 15               | 星期日及公眾假期 | 05:35-07:55  | 20           |
| 星期日及公眾假期 | 07:05               | 07:05            | 星期日及公眾假期 | 07:55-17:10  | 15           |
| 星期日及公眾假期 | 07:20-09:50         | 15               | 星期日及公眾假期 | 17:10-18:10  | 12           |
| 星期日及公眾假期 | 09:50-13:50         | 12               | 星期日及公眾假期 | 18:10-23:10  | 15           |
| 星期日及公眾假期 | 13:50-16:50         | 15               | 星期日及公眾假期 | 23:10-00:30  | 20           |
| 星期日及公眾假期 | 16:50-17:50         | 12               |                  |              |              |
| 星期日及公眾假期 | 18:05               |                  |                  |              |              |
| 星期日及公眾假期 | 18:05-22:45         | 20               |                  |              |              |
| 星期日及公眾假期 | 23:10、23:35、00:05 |                  |                  |              |              |

258A
- 洪水橋（洪福邨）開：
  - 星期一至五：07:10、07:25

258P
| 洪水橋（洪福邨）開 | 洪水橋（洪福邨）開 | 洪水橋（洪福邨）開 | 藍田站開   | 藍田站開    | 藍田站開     |
| 日期               | 服務時間           | 班次（分鐘）       | 日期       | 服務時間    | 班次（分鐘） |
| ------------------ | ------------------ | ------------------ | ---------- | ----------- | ------------ |
| 星期一至五         | 06:50-07:40        | 12-13              | 星期一至五 | 15:50-17:20 | 30           |
| 星期一至五         | 07:40-08:00        | 20                 | 星期一至五 | 17:20-18:00 | 20           |
| 星期一至五         | 08:00-10:00        | 30                 | 星期一至五 | 18:00-20:00 | 30           |
| 星期六             | 07:00-07:40        | 20                 | 星期六     | 16:00-20:00 | 30           |
| 星期六             | 07:40-09:40        | 30                 | 星期六     |             |              |

258S
- 屯門（山景邨）開：
  - 星期一至六：07:00、07:15、07:30 、07:45

有斜體字的班次只限星期一至五服務
258X
- 星期一至五：
  - 屯門（寶田邨）開：07:35
  - 屯門公路轉車站開：08:10
藍字班次為定時點班次
  - 觀塘碼頭開：18:05

258P及258S線逢星期日及公眾假期不設服務
258A及258X線逢星期六、日及公眾假期不設服務

## 收費
| 路線       | 全程收費 | 分段收費 |
| ---------- | -------- | --- |
| 258D       | $18.8    | - 屯門（寶田邨）往青雲站或之前：$5.1 - 畢架山花園往藍田站：$7.4 - 創紀之城往藍田站：$6.7 - 屯門公路轉車站往屯門（寶田邨）：$9.6 - 過屯門公路後往屯門（寶田邨）：$5.1 |
| 258A／258S | $18.8    | - 畢架山花園往藍田站：$7.4 - 創紀之城往藍田站：$6.7 |
| 258P       | $18.8    | - 畢架山花園往藍田站：$7.4 - 創紀之城往藍田站：$6.7 - 過屯門公路後往洪水橋（洪福邨）：$5.7                                                                           |
| 258X       | $20.8    | - 啟成街往觀塘碼頭：$7.4 - 屯門公路轉車站往屯門（寶田邨）：$9.6 - 過屯門公路後往屯門（寶田邨）：$5.1                                                                 |

| - 本線設有12歲以下小童及65歲或以上長者半價優惠。 - 65歲或以上香港居民使用「樂悠咭」，以及12歲以下合資格殘疾兒童使用「殘疾人士身份」個人八達通繳付車資，均可享有每程$2.0或半價（以較低者為準）的票價優惠；12至64歲合資格殘疾人士使用「殘疾人士身份」個人八達通（包括「樂悠咭」），以及60至64歲香港居民使用「樂悠咭」繳付車資，均可享有每程$2.0或全費（以較低者為準）的票價優惠。 - 65歲或以上長者如使用長者或一般個人八達通繳付車資，則只可享有半價優惠；12至64歲合資格殘疾人士如不使用「殘疾人士身份」個人八達通，以及60至64歲人士如不使用「樂悠咭」繳付車資，必須繳付全費。 - 乘客可以現金或八達通於上車時付款，不設找續。 - 每位成人乘客可免費攜帶最多兩名4歲以下而不佔座位的兒童乘客乘車，超額之4歲以下小童必須繳付小童車費乘車。 - 持有「九巴月票」之乘客在車票有效期內，每日可享最多10程任何九龍巴士及龍運巴士路線（包括本路線，以及聯營路線的九龍巴士／龍運巴士提供的班次；惟乘搭機場「A」及「NA」線則可享原價二七折優惠（不會計算每天10次合資格車程））；而B1線則每日可享最多各2程（不會計算每天10次合資格車程）。 - 九龍巴士、城巴、龍運巴士及陽光巴士全職員工及家屬（不包括外判職員）可免費乘搭本路線，惟必須拍職員或職員家屬八達通。 - 乘客亦可透過多元化電子支付系統（e度嘟）繳付車資，包括使用非接觸式VISA卡、JCB卡、萬事達卡、銀聯卡、美國運通、大來國際、Discover Card、Apple Pay、Google Pay、Samsung Pay、AlipayHK「易乘碼」、支付寶、WeChatHK／微信支付「搭車碼」、銀聯雲閃付「乘車碼」及BOC Pay「乘車碼」。乘客使用此付款方式，使用此支付方式的乘客可享有中途下車之分段收費，以及與其他九巴／龍運獨營路線或聯營線九巴／龍運班次之轉乘優惠，惟不適用於與非九巴／龍運路線之轉乘優惠，亦不能享有「公共交通費用補貼計劃」及「長者及合資格殘疾人士公共交通票價優惠計劃」。 - 帶粗體字者為雙向分段收費，乘客必須使用八達通（九巴月票除外）上車拍卡繳費，並於下車前後於指定巴士站裝設拍卡機確認八達通，方可享有分段收費優惠。 |

### 八達通巴士轉乘計劃
乘客登上本線後150分鐘內以同一張八達通卡轉乘以下路線，或從以下路線登車後150分鐘內以同一張八達通卡轉乘本線，次程可獲車資折扣優惠：
258D/A/P/S←→九龍市區、西貢及清水灣路線，次程可獲減收$4.2
- 258D/A/P/S往藍田 → 2F、3M、13M、14B、15A、16M、23M、28B、29M、91、91M/P、92、213M/S、214
- 2F、3M、13M、14B、15A、16M、23M、28B、29M、91(A)、91M/P、92、213M/S、214 → 258D/P往新界

258D/A/P/S←→14X
- 258D/A/P/S往藍田 → 14X往鯉魚門，次程可獲減收$4.4
- 14X往尖沙咀 → 258D/P往新界，次程可獲減收$7.4

258D/A/P/S←→211
- 258D/A/P/S往藍田 → 211往翠竹花園，次程車資全免
- 211往黃大仙站 → 258D/P往新界，次程可獲減收$4.2

258D/A/P/S←→216M
- 258D/A/P/S往藍田 → 216M往油塘，次程車資全免
- 216M往藍田站 → 258D/P往新界，次程可獲減收$4.2

258D/A/P/S←→將軍澳路線，次程可獲減收$4.2
- 258D/A/P/S往藍田 → 98往將軍澳工業邨、98A往坑口、296A往尚德
- 98、98A、296A往牛頭角 → 258D/P往新界

258D/A/P/S←→290系，次程可獲$5折扣優惠
- 258D/A/P/S往藍田 → 290系往將軍澳
- 290系往荃灣西站 → 258D/P往新界

### 屯門公路轉車站轉乘優惠
（不適用於258A、258P及258S線）

## 使用車輛
本線開辦初期由其他屯門路線指派車輛行走，以屯門車廠的利蘭／富豪奧林比安和丹尼士巨龍11米空調巴士（AL／AV／AD）為主，直至有關路線轉用其他車款。
2004年提升為全日服務後，本線擁有自己一套車隊，分別由屯門和九龍灣車廠負責，前者派出富豪奧林比安11米和2輛猛獅24.310低地台巴士（AMN2、5 車牌號碼JM1666、JM2535）；後者則以斯堪尼亞N113型巴士（AS）為主力，不久後以富豪奧林比安11米 (AV) 取代之。
為提高載客量，屯門車廠由2005年起先後換入丹尼士巨龍12米（3AD，主要來自66X線）和2輛裝有都普車身的丹尼士三叉戟（ATR，車牌號碼HU5515、HY2312）。
九巴在2008年引入少量中國製造的「鴻龍」電子路線牌，取代塑膠路線牌，部份擁有都普車身的1999年丹尼士三叉戟 (ATR) 更換新路線牌後，由荔枝角車廠分配到其餘3間車廠，本線接收了2輛有關巴士（車牌號碼JC894、JC7947），全屬屯門車廠。
2010年初，同屬載通旗下的龍運巴士把多輛行駛逾12年的丹尼士三叉戟調往九巴繼續服役，本線從該年4月30日起，增派1輛有關巴士（車牌號碼HS7818），2011年4月27日再調入1輛（ATR394/HR9546）。2011年7月再增加1輛（ATR56/HX8062）。2011年9月5日進一步增加1輛（ATR418/HU5341）令全線低地台巴士數目增至6輛；2012年1月15日起一口氣換入4輛低地台巴士；2013年5月20日起因960線換入20部新版本亞歷山大丹尼士Enviro 500 MMC，再換入3輛原行走960線的低地台巴士，事隔6個月，再換入1輛原行走68X線的低地台巴士，事隔6個月，再換入2輛原行走58X線的低地台巴士，令全線低地台巴士數目增至18輛。此外，本線已經獲批准可以使用12.8米3ATENU巴士。
本線使用23輛亞歷山大丹尼士Enviro 500 MMC（14輛12米ATENU及9輛12.8米3ATENU）及3輛富豪B8L 12.8米（V6X）雙層空調巴士。
| 車隊編號  | 車牌   |
| --------- | ------ |
| ATENU207  | SK6215 |
| ATENU265  | SP7228 |
| ATENU1205 | UR3185 |
| ATENU1237 | UU3857 |
| ATENU1355 | VJ6240 |
| ATENU1415 | VL4459 |
| ATENU1420 | VL3622 |
| ATENU1421 | VL3891 |
| 3ATENU155 | VN2723 |
| 3ATENU184 | VP5231 |
| ATENU1533 | VR2313 |
| 3ATENU200 | VR6944 |
| 3ATENU202 | VR6791 |
| 3ATENU203 | VR7351 |
| 3ATENU205 | VR8386 |
| 3ATENU207 | VS2754 |
| 3ATENU209 | VS2872 |
| 3ATENU216 | VS2825 |
| ATENU1619 | VT1725 |
| ATENU1620 | VT1863 |
| ATENU1621 | VT1879 |
| ATENU1629 | VT1819 |
| ATENU1631 | VT1882 |
| V6X33     | XE2214 |
| V6B99     | XH2782 |
| V6B101    | XH8255 |

258A線由258D線 (258D-S02)抽調車輛行走。
258P線由61X、67M及258D線抽調車輛行走。
258S線由66X (66X-S04) 及260X線 (星期一至五︰260X-12；星期六︰260X-S02) 抽調車輛行走。
258X線由258D線 (258D-S01、258D-S01)抽調車輛行走。

## 行車路線
258D

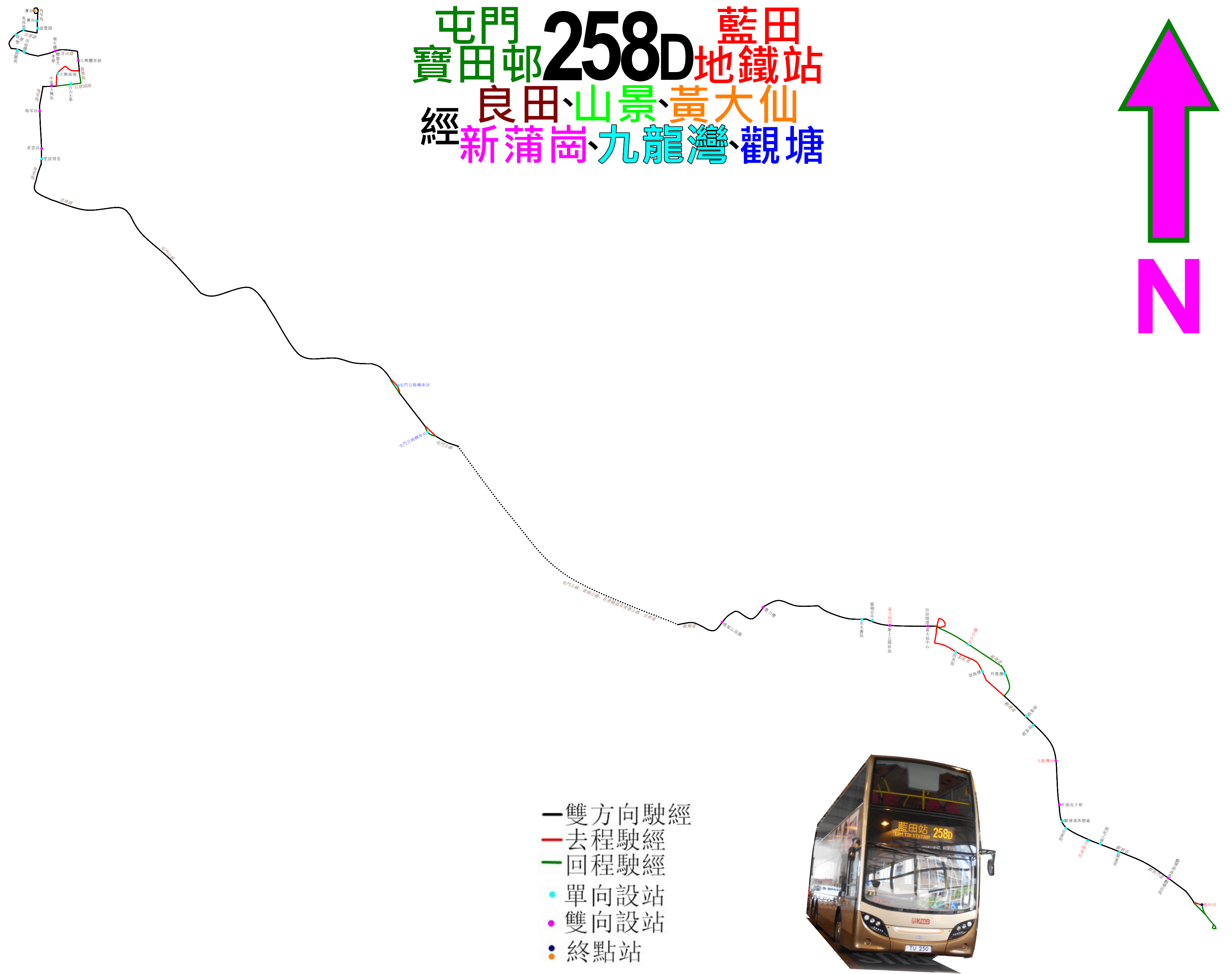
258D線的走線圖

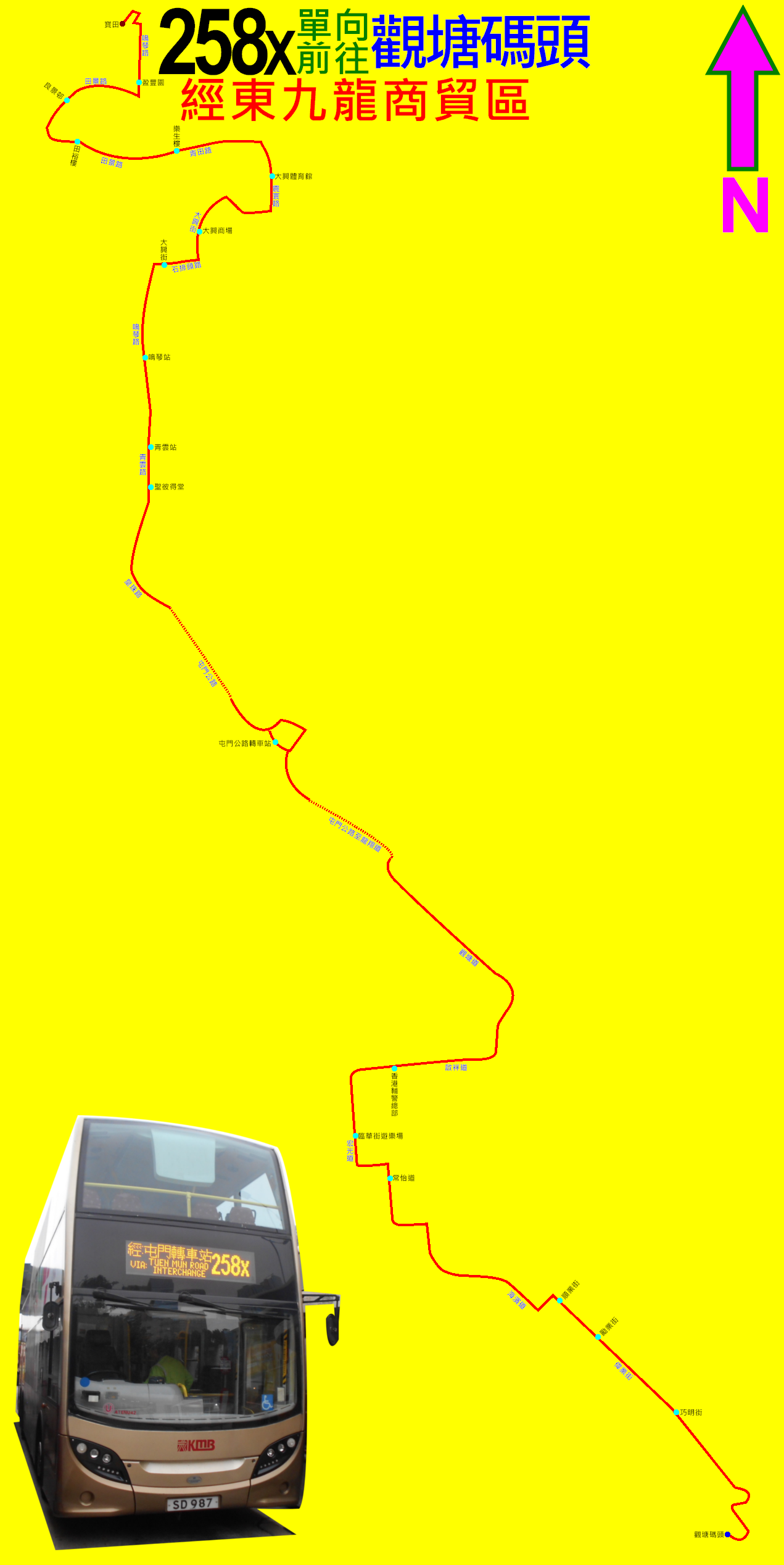
258X線去程班次的走線圖
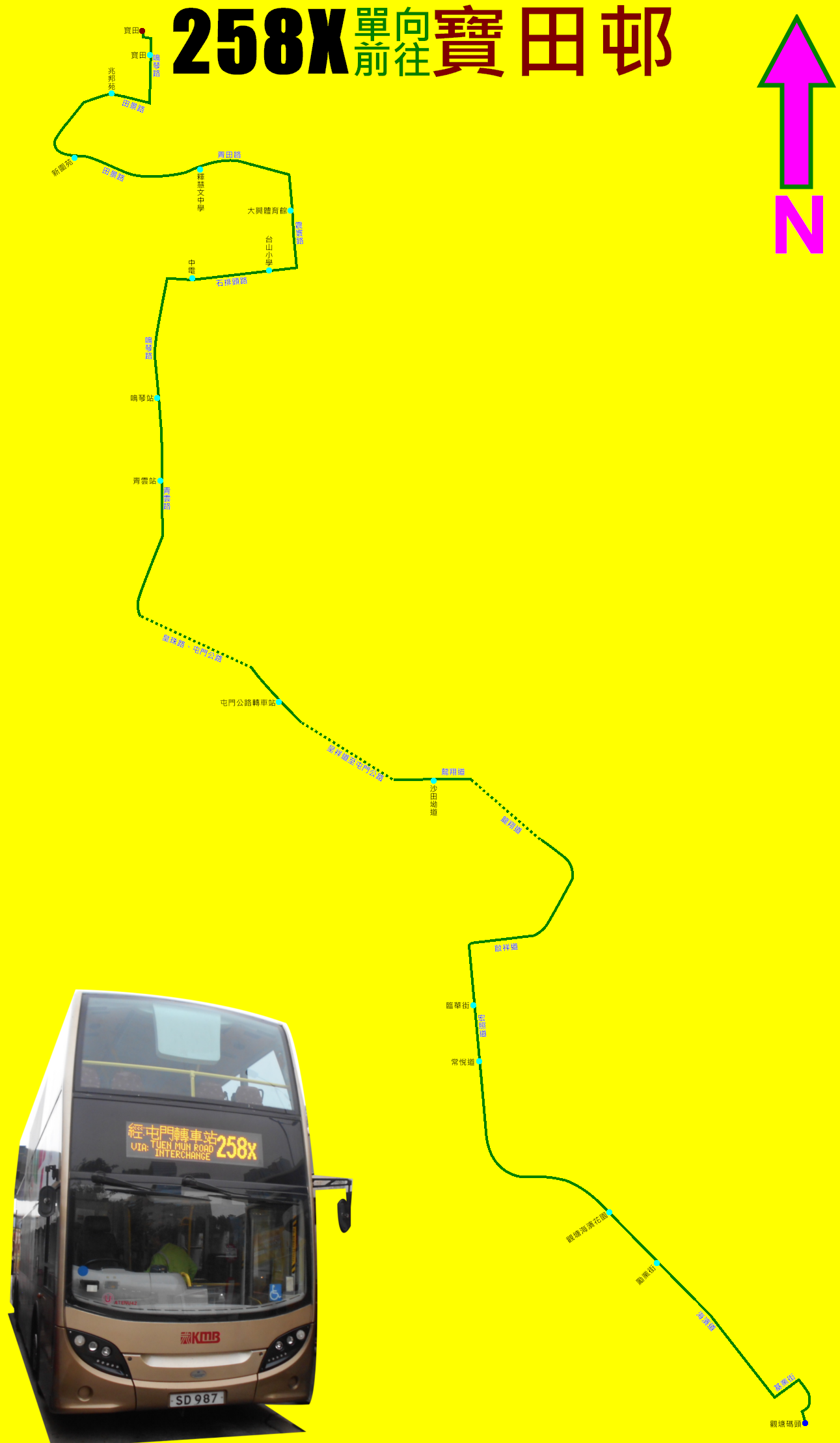
258X線回程班次的走線圖

屯門（寶田邨）開經：鳴琴路、田景路、青田路、震寰路、大方街、大興街、石排頭路、鳴琴路、青雲路、皇珠路、屯門公路、屯門公路巴士轉乘站、屯門公路、青朗公路（汀九橋）、青衣西北交匯處、長青公路、長青隧道、青葵公路、呈祥道、龍翔道、蒲崗村道、彩虹道、彩虹通道、太子道東、觀塘道、觀塘道天橋、觀塘道、觀塘道下通道、觀塘道及鯉魚門道。
藍田站開經：鯉魚門道、迴旋處、鯉魚門道、觀塘道、觀塘道下通道、觀塘道、彩虹交匯處、龍翔道、呈祥道、青葵公路、長青隧道、長青公路、青衣西北交匯處、青朗公路（汀九橋）、屯門公路、屯門公路巴士轉乘站、屯門公路、皇珠路、青雲路、鳴琴路、石排頭路、震寰路、青田路、田景路及鳴琴路。
258D線之具體停站請參考資訊框
258A

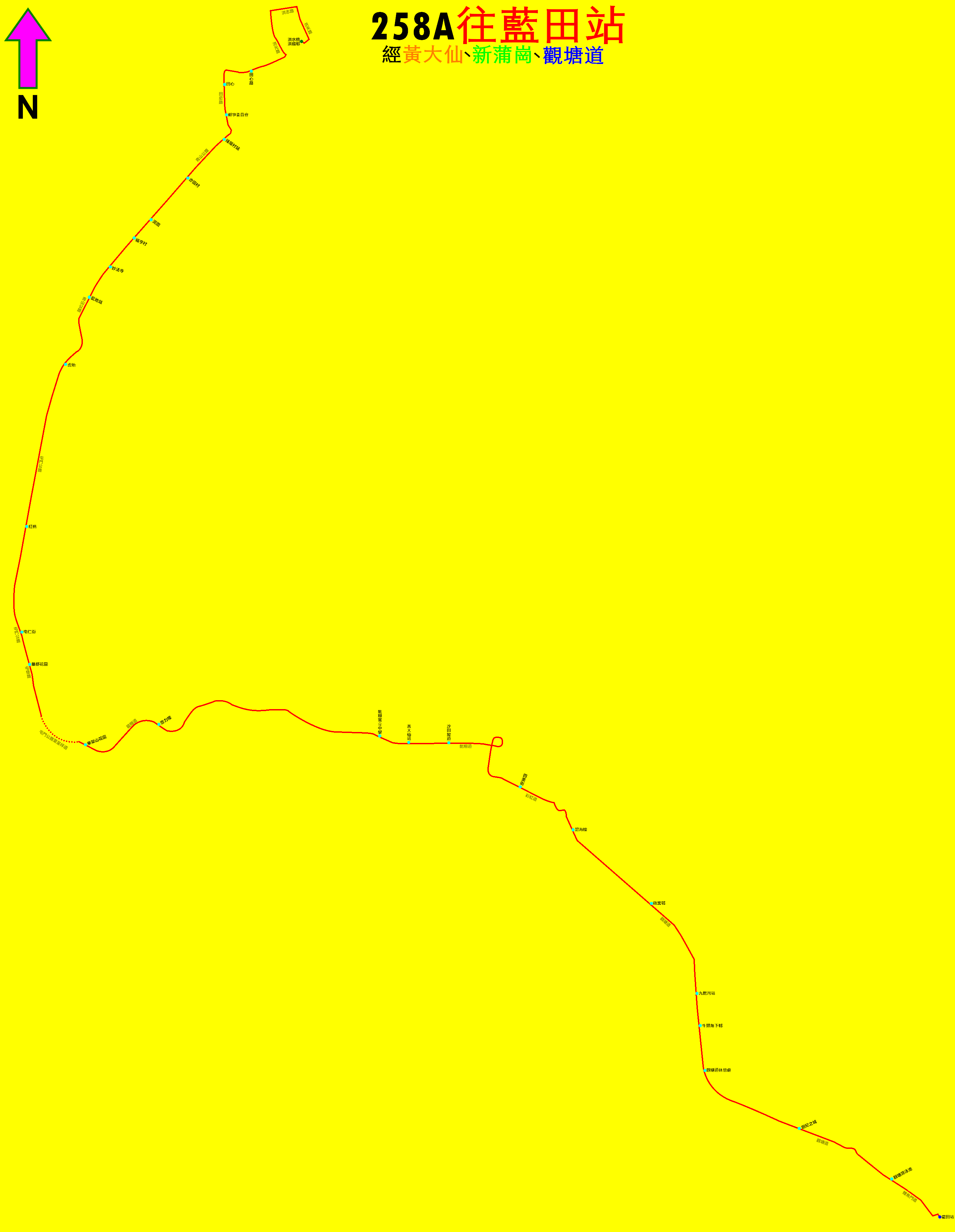
258A線的走線圖

經：洪水橋田心路、洪天路、洪志路、洪元路、洪水橋田心路、田廈路、青山公路（洪水橋段、藍地段）、藍地交匯處、屯門公路、屯發路、屯門公路、青朗公路（汀九橋）、青衣西北交匯處、長青公路、長青隧道、青葵公路、呈祥道、龍翔道、蒲崗村道、彩虹道、彩虹通道、太子道東、觀塘道、觀塘道天橋、觀塘道、觀塘道下通道、觀塘道及鯉魚門道。
258A線之具體停站請參考資訊框
258P

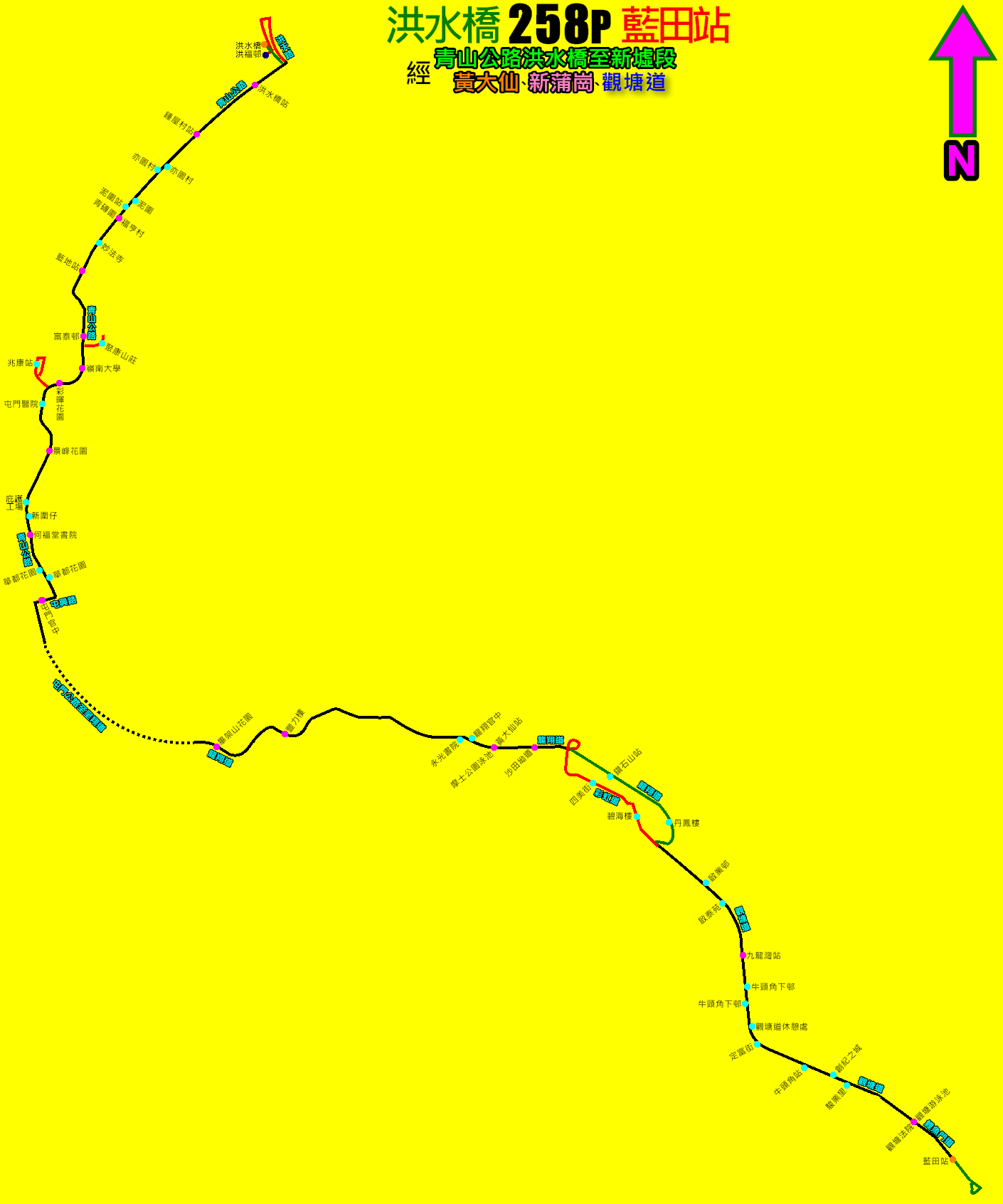
258P線的走線圖

洪水橋（洪福邨）開經：洪水橋田心路、洪天路、洪志路、洪天路、青山公路（洪水橋段、藍地段）、藍地交滙處、青山公路（嶺南段）、屯貴路、迴旋處、屯貴路、青山公路（嶺南段、新墟段）、兆康站（南）公共運輸交匯處、青山公路（新墟段、青山灣段）、屯興路、屯門公路、青朗公路（汀九橋）、青衣西北交匯處、長青公路、長青隧道、青葵公路、呈祥道、龍翔道、蒲崗村道、彩虹道、彩虹通道、太子道東、觀塘道、觀塘道天橋、觀塘道、觀塘道下通道、觀塘道及鯉魚門道。
藍田站開經：鯉魚門道、迴旋處、鯉魚門道、觀塘道、觀塘道下通道、觀塘道、彩虹交匯處、龍翔道、呈祥道、青葵公路、長青隧道、長青公路、青衣西北交匯處、青朗公路（汀九橋）、屯門公路、屯興路、青山公路（青山灣段、新墟段、嶺南段）、藍地交匯處、青山公路（藍地段、洪水橋段）及洪天路。
258P線之具體停站請參考資訊框
258S
經：旺賢街、石排頭路、震寰路、大方街、大興街、石排頭路、鳴琴路、田景路、青田路、屯門公路、青朗公路（汀九橋）、青衣西北交匯處、長青公路、長青隧道、青葵公路、呈祥道、龍翔道、蒲崗村道、彩虹道、彩虹通道、太子道東、觀塘道、觀塘道天橋、觀塘道、觀塘道下通道、觀塘道及鯉魚門道。
258S線之具體停站請參考資訊框
258X
- 258X線去程班次的走線圖
- 258X線回程班次的走線圖

屯門（寶田邨）開經：鳴琴路、田景路、青田路、震寰路、大方街、大興街、石排頭路、鳴琴路、青雲路、皇珠路、屯門公路、屯門公路巴士轉乘站、屯門公路、青朗公路（汀九橋）、青衣西北交匯處、長青公路、長青隧道、青葵公路、西九龍公路、連翔道、佐敦道、加士居道、漆咸道南、漆咸道北、東九龍走廊、啟德隧道、啟福道、啟祥道、宏光道、常悅道、常怡道、宏照道、順業街、偉業街及觀塘碼頭通道。
觀塘碼頭開經：偉業街、基業街、海濱道、宏照道、啟祥道、觀塘道、龍翔道、呈祥道、青葵公路、長青隧道、長青公路、青衣西北交匯處、青朗公路（汀九橋）、屯門公路、屯門公路巴士轉乘站、屯門公路、皇珠路、青雲路、鳴琴路、石排頭路、震寰路、青田路、田景路及鳴琴路。
若汀九橋因強風實施特別交通安排（禁止車身高於1.6米車輛或電單車行走），以上路線將改經荃灣路及葵涌道，不經青朗公路至青葵公路
258X線之具體停站請參考資訊框

## 使用情況
258D線屬連接屯門西北各大公共屋邨（山景、大興、建生、良景、田景、寶田）至東九龍的唯一全日巴士線，加上肩負在山景邨附近的工廠區上班的東九龍乘客，因此客量不俗。

## 外部連結
- 九巴官方路線資料：258D （页面存档备份，存于）
- 九巴官方路線資料：258P （页面存档备份，存于）
- 九巴官方路線資料：258S （页面存档备份，存于）
- 九巴官方路線資料：258A （页面存档备份，存于）
- 九巴官方路線資料：258X （页面存档备份，存于）
- 九巴258A、258D、258P、258S、258X線詳細時間表 （页面存档备份，存于）
- i-busnet：九巴258D線資料 （页面存档备份，存于）
- i-busnet：九巴258P線資料 （页面存档备份，存于）
- 2016-2017年度屯門區巴士路線計劃 （页面存档备份，存于）
- 258D路線介紹 （页面存档备份，存于）